# Пышнов, Борис Михайлович
Борис Михайлович Пышнов, Пышнов 2-й (1881 — 3 января 1953, Сан-Франциско, Калифорния) — русский морской офицер, капитан 2-го ранга, участник Первой мировой войны. Участник Гражданской войны в России. Капитан 1-го ранга (1919). В эмиграции в Китае, в США.

## Биография
Родился 10 сентября 1881 года в семье потомственного дворянина Таврической губернии, впоследствии контр-адмирала Михаила Яковлевича Пышнова (12.07.1841 - 02.11.1912) и Ольги Алексеевны Пышновой. Имел шесть братьев и пять сестёр. Братья морские и армейские офицеры: 
- Александр (27.08.1873-1924) контр-адмирал, командир крейсера «Рюрик», Георгиевский кавалер,
- Яков (17.07.1879-01.1942), старший лейтенант, гидрограф, умер в блокаду Ленинграда,
- Василий (15.01.1884 - 15.12.1917), капитан 2-го ранга, командир эскадренного миноносца «Гаджибей», казнён во время красного террора в Севастополе,
- Михаил (?-1910) - капитан Агентства Добровольного флота,
- Дмитрий (26.08.1887 - 25.02.1916), командир эсминца «Лейтенант Пущин», Георгиевский кавалер посмертно,
- Алексей (9.06.1877 - 4.05.1915), подполковник, Георгиевский кавалер посмертно.

В Севастополе проживал по адресу ул. Петропавловская дом №7. 
Закончил Морской кадетский корпус в 1902 году, мичман. Участник русско-японской войны, командир миноносца №202 оборонительного отряда Владивостока Сибирской военной флотилии в 1904 году.
Участник Первой мировой войны в составе Минной дивизии Черноморского флота. Командир миноносца «Свирепый» (6.01.1914—16.09.1914). Командир миноносца «Стремительный» (1914). Капитан 2-го ранга. Командир эсминца "Пылкий"  (3 мая 1916 года — июль 1917). 
Участник Гражданской войны в России. Во ВСЮР и Русской Армии, в марте 1919 года был направлен с Черноморского флота на Каспийское море. С 13 июля 1919 года командир вспомогательного крейсера "Азия", с 20 сентября 1919 года начальник отряда морских судов Каспийской флотилии, в конце 1919 до апреля 1920 года начальник штаба Каспийской флотилии. К 16 мая 1921 года в Басре. 
В белых войсках Восточного фронта, с 23 сентября 1921 года заведующий плавсредствами Сибирской флотилии. Капитан 1-го ранга (1919) При эвакуации в 1922 году эскадры контр-адмирала Г. К. Старка начальник 3-го дивизиона и командир канонерской лодки "Батарея" в походе от Гензана до Шанхая и из Шанхая в Олонгапо на Филиппины. В Олонгапо - начальник 1-го дивизиона, где оставался на кораблях. В эмиграции в Китае. Член кают-компании в Шанхае (1936 - 1946.06.18). С 1949 года в США. Умер 3 января 1953 года в Сан-Франциско.